# Berlijnse godin
De Berlijnse godin (Duits: Berliner Göttin), ook bekend als Grafbeeld van een vrouw en Berlijnse korè, is een archaïsche marmeren korè die rond 570 v. Chr. werd gemaakt. De polychromie van het beeld, dat geen godin, maar een overleden vrouw voorstelt, is opvallend goed bewaard gebleven. Sinds 1925 maakt het beeld deel uit van de Antikensammlung Berlin. Het wordt tentoongesteld in het Altes Museum in Berlijn. 

## Herkomst
De korè werd rond 1923 aan het licht gebract in Olympos, bij de stad Keratea in het zuiden van Attica. Het beeld zou bedekt zijn geweest met lood toen het gevonden werd. Na de ontdekking kwam het op de kunstmarkt terecht. De archeoloog Theodor Wiegand wist het in 1924-25 te verwerven voor de Antikensammlung Berlin. Het is sindsdien in het Pergamonmuseum en het Altes Museum tentoongesteld.
Na de Tweede Wereldoorlog werd de korè geconfisqueerd door de Sovjet-Unie en tentoongesteld in Sint-Petersburg en Moskou. Op de tiende verjaardag van de oprichting van Oost-Duitsland werd het beeld teruggegeven en kwam het in het Pergamonmuseum terecht. 

## Voorstelling
De korè staat rechtop met haar voeten naast elkaar, een typische houding voor archaïsche beelden. Ze draagt een peplos die tot haar voeten reikt. Hierover draagt ze een epiblema, een rechthoekige sjaal die over haar schouders en armen valt. De plooien van de kleding zijn met veel zorg weergegeven. 
Het gezicht van de korè is ovaalvormig met amandelvormige ogen, een rechte neus en een kleine mond met een archaïsche glimlach. Het haar is gevlochten in lange, golvende lokken die over haar schouders vallen en op haar rug samenkomen. Op haar hoofd heeft ze een polos, een hoge cilindrische kroon, versierd met lotusbloemen en een meanderband. Ze draagt verschillende sieraden, oorbellen in de vorm van lotusbloemknoppen, een halsketting met hangers en een spiraalarmband om haar linkerpols. 
In haar rechterhand houdt de vrouw een vrucht vast die vaak voor een granaatappel is aangezien, een symbool van vruchtbaarheid en wedergeboorte, dat in veel begrafenisrituelen voorkwam in de oudheid. Omdat de vrucht relatief klein is en op een ongebruikelijke manier wordt vastgehouden, wordt er ook de zaaddoos van een klaproos in gezien. De linkerarm is gebogen en rust tegen haar borst. 
Een van de meest opvallende kenmerken van de Berlijnse godin is de aanwezigheid van sporen van de originele polychromie. Onderzoek heeft aangetoond dat de kleding oorspronkelijk rood en blauw was, het haar blond en de huid wit. De sieraden en de polos waren waarschijnlijk ook beschilderd met felle kleuren.
De Berlijnse godin stond waarschijnlijk op een hoge sokkel op een grafheuvel, ter nagedachtenis aan een overleden vrouw. Gelet op de kwaliteit van het beeld moet deze vrouw een belangrijke plek in de maatschappij hebben ingenomen. Het beeld laat zich vergelijken met de iets jongere Phrasikleia-korè, die ook in Attica gevonden is. Beide beelden zijn begraven om ze te beschermen tegen vernielingen. Wellicht gebeurde dit tijdens de Perzische Oorlogen.

## Afbeeldingen

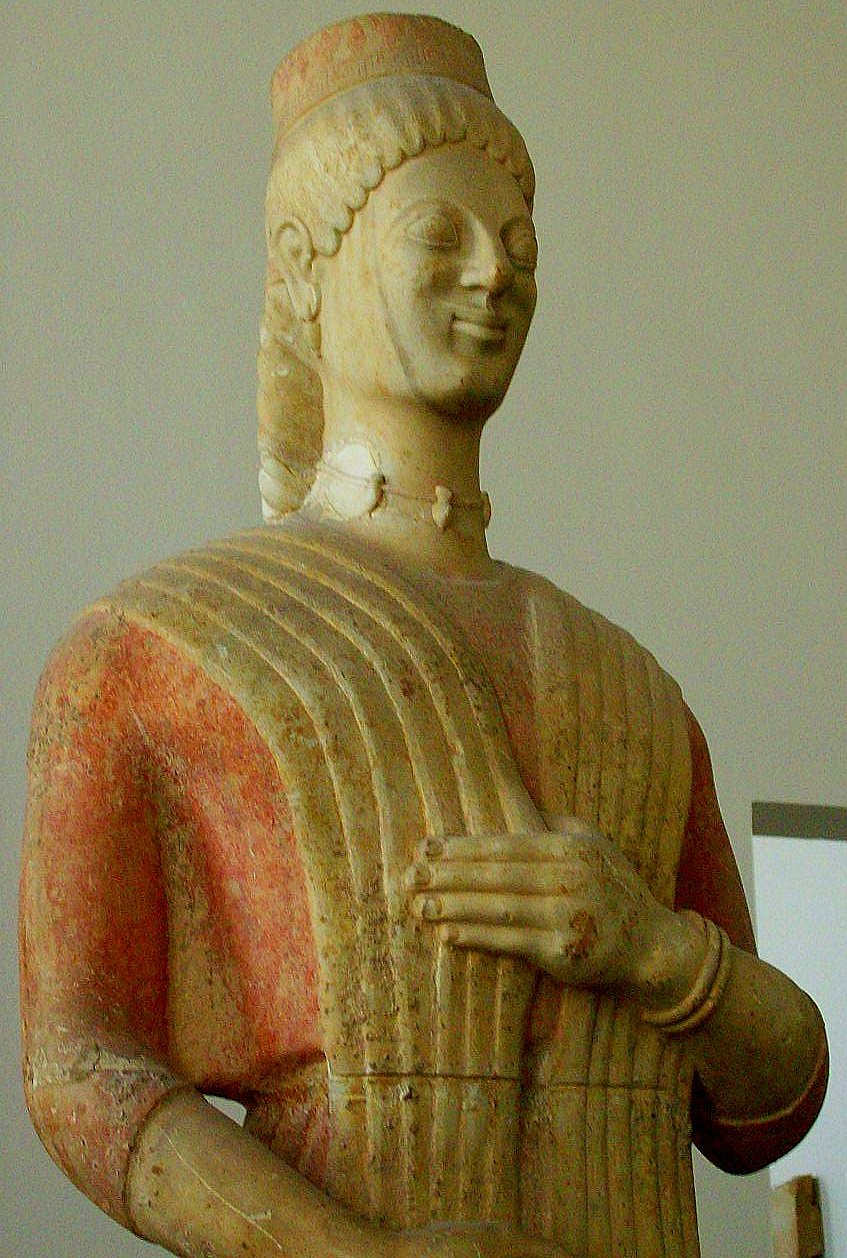
Detail
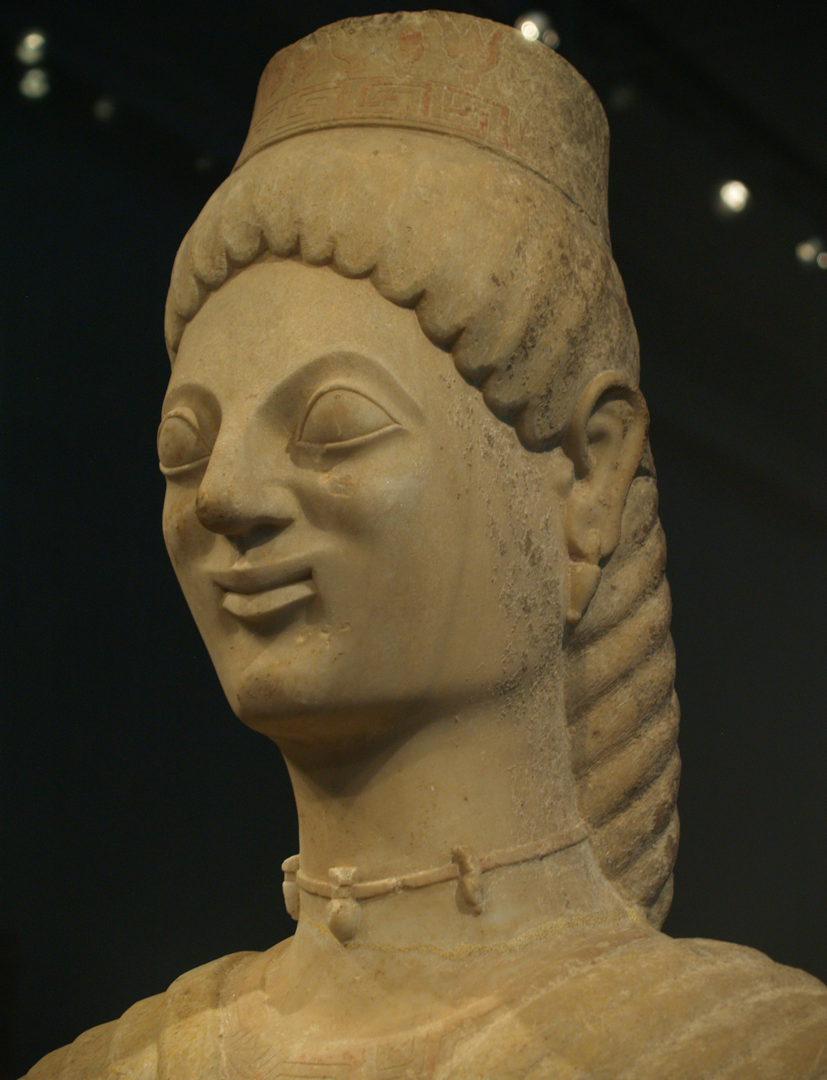
Detail
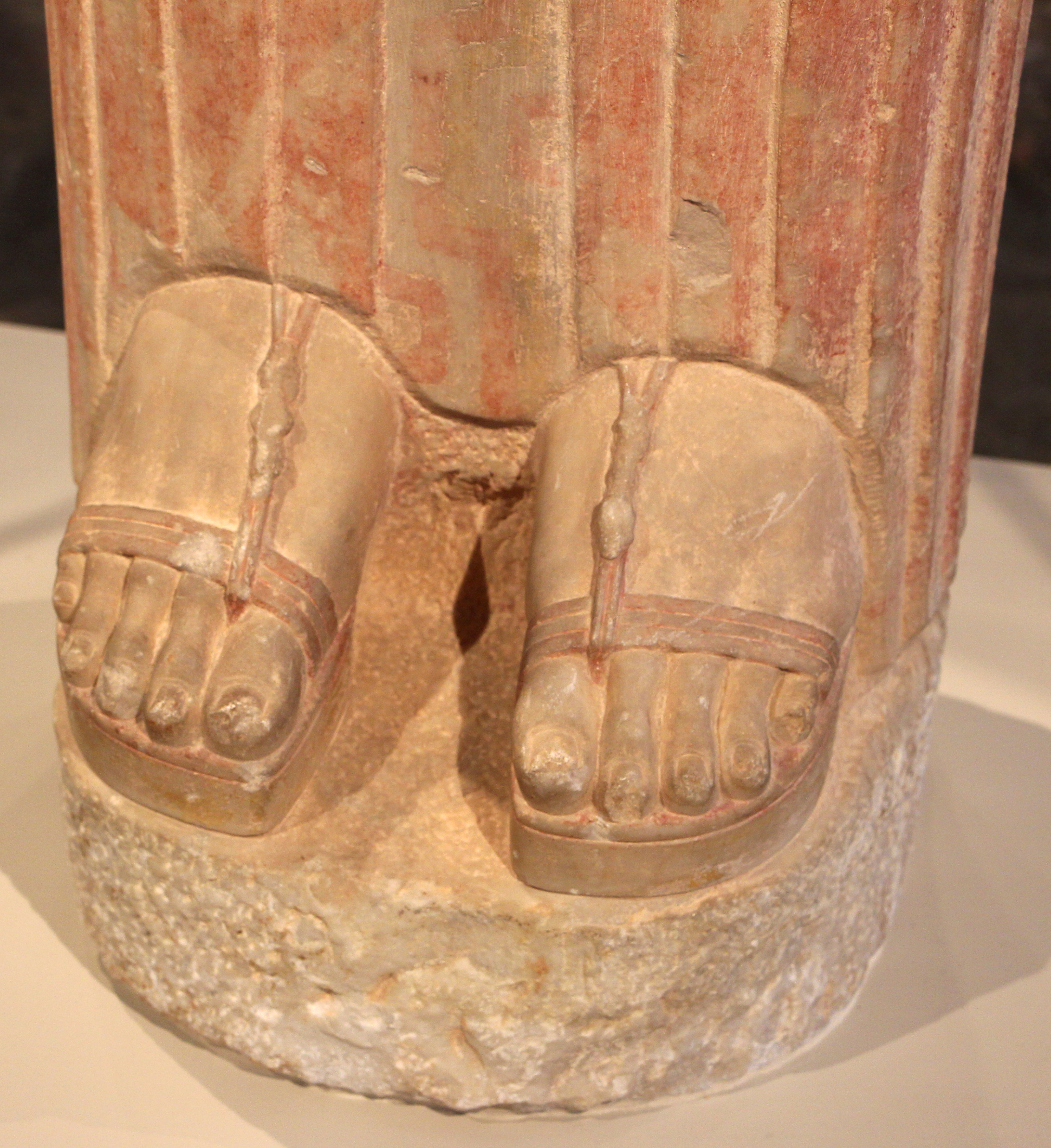
Detail, sandalen
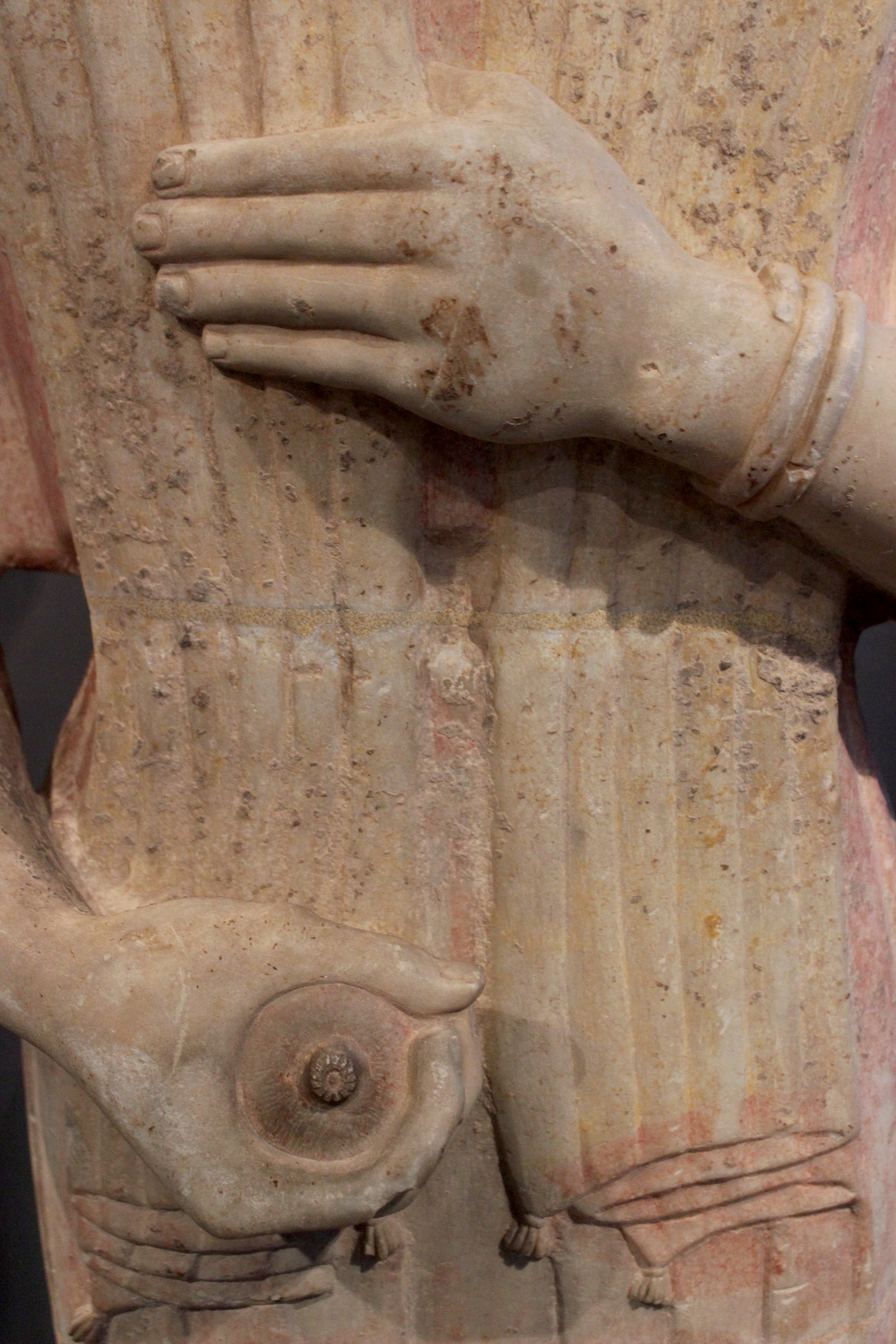
Detail, granaatappel of klaproos
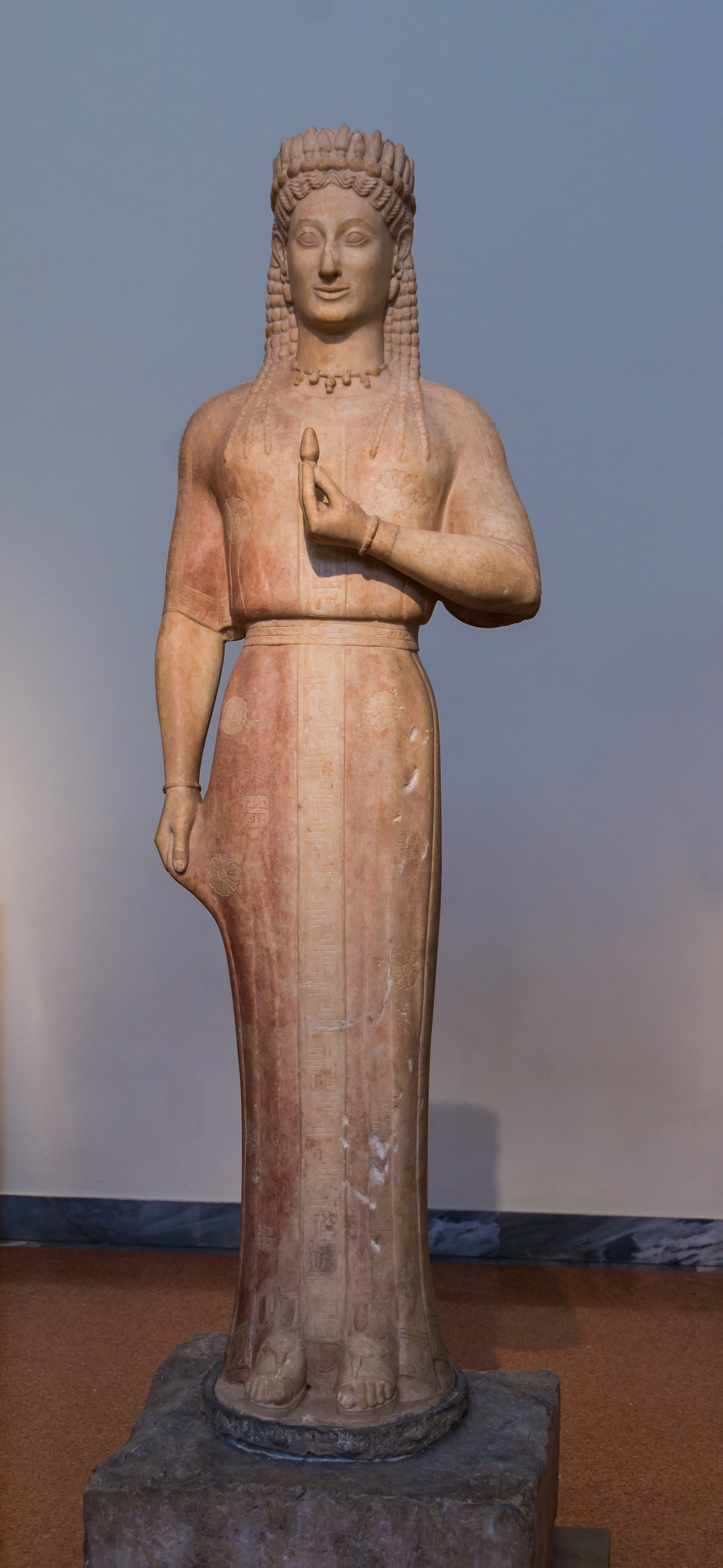
Phrasikleia-korè